# Copiapoa atacamensis
Copiapoa atacamensis es una especie de planta suculenta perteneciente al género Copiapoa, dentro de la familia Cactaceae. Es endémica del norte de Chile.

## Descripción

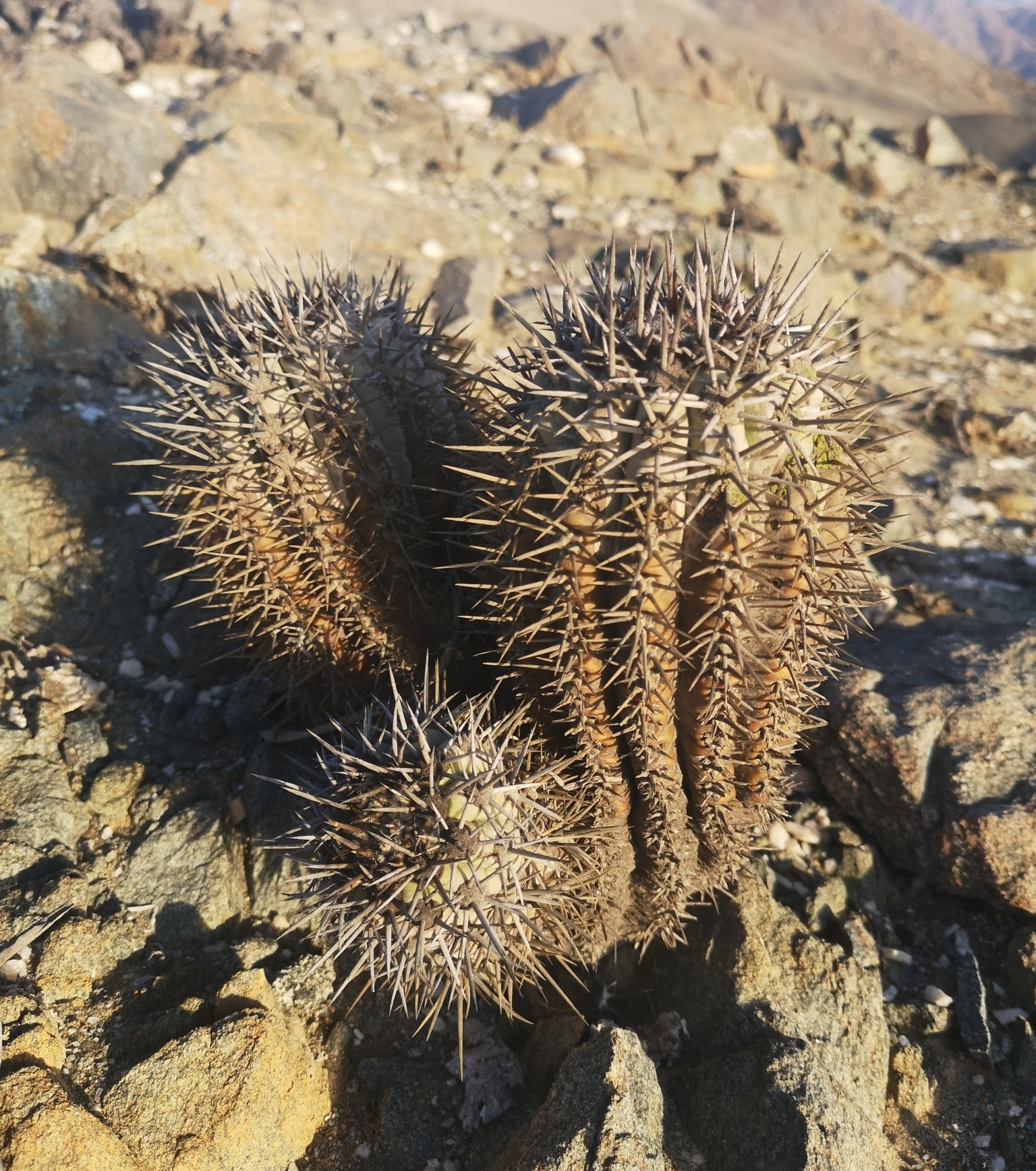
Porte de la planta

Copiapoa atacamensis es una especie de cactus que crece tanto de forma individual como formando grades grupos en forma de cojín. Los tallos son de color verde grisáceo con una capa cerosa de color blanco grisáceo y su forma va de esférica a alargada. Miden de 12 a 15 cm de diámetro y menos de 1 m de alto. Tienen el ápice con lana marrón y sus raíces son grandes y tuberosas. 
Presentan de 12 a 16 costillas que van de afiladas a romas, ligeramente redondeadas en el lado superior y divididas muy débilmente en tubérculos. A veces están dispuestas en espiral y sobre ellas se asientan areolas redondas, que aunque inicialmente son de color marón anaranjado, con el tiempo se vuelven de color negruzco. Miden de 0,5 a 0,8 cm de diámetro y tienen espinas aciculares, mayoritariamente rectas, e inicialmente de color marrón, volviéndose de color negro grisáceo a completamente grises con el tiempo. Entre ellas se distingue de 1 a ninguna espina central recta y saliente, de 3 a 4 cm de largo. También hay de 5 a 7 espinas radiales delgadas y ligeramente curvadas hacia atrás, de 1 cm de largo.

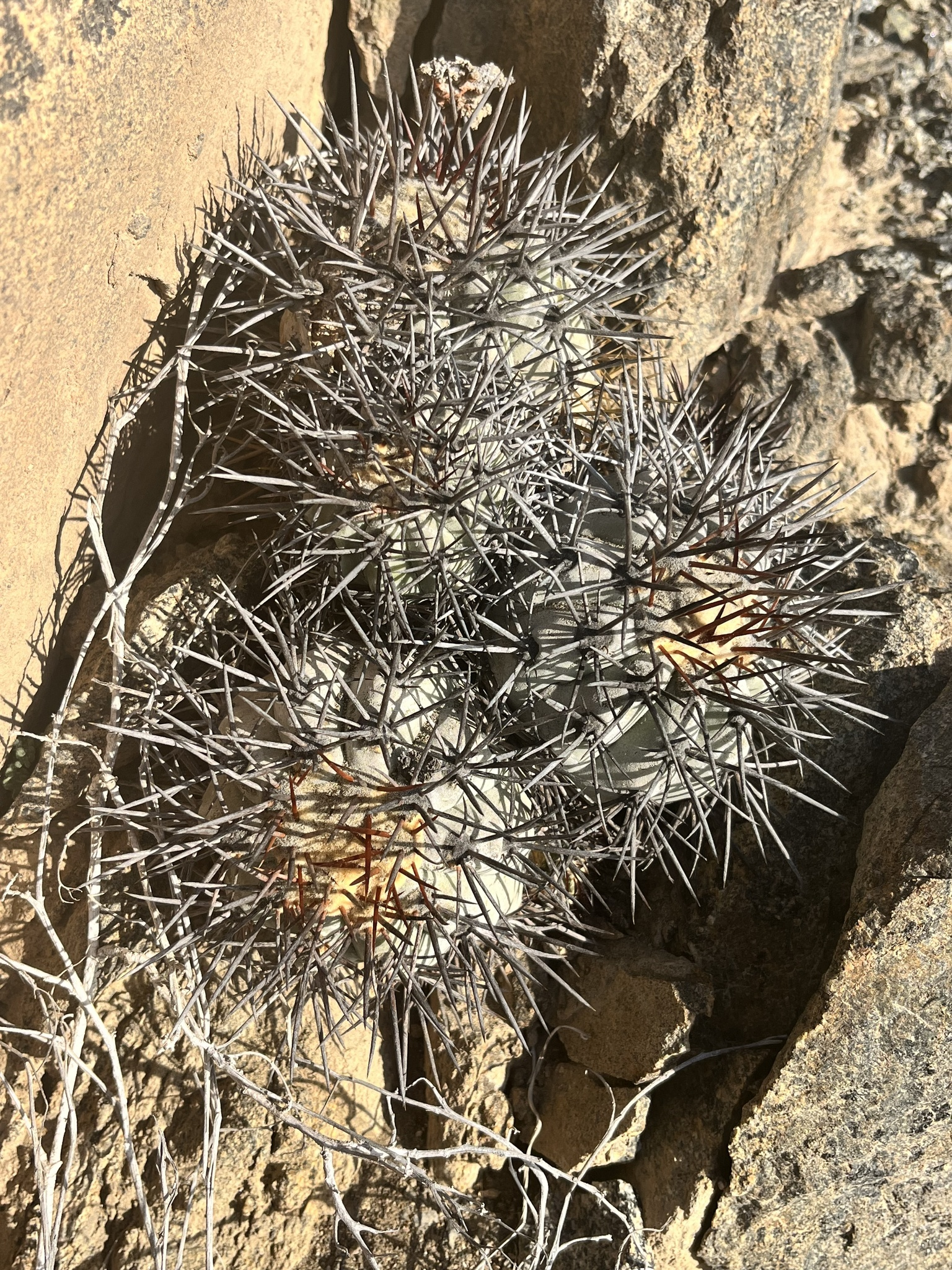
Detalle de los ápices

Las flores son amarillas, en forma de embudo y están bien abiertas. Son fragantes (emiten olor) y miden entre 3 y 3,5 cm de largo. Las piezas externas del perianto tienen la punta de color rojo y las brácteas son escamosas de color marrón rojizo, con las axilas desnudas. Los frutos son de color verdoso a rosado, tienen pocas escamas y miden hasta 1,5 cm de largo.

## Distribución y hábitat

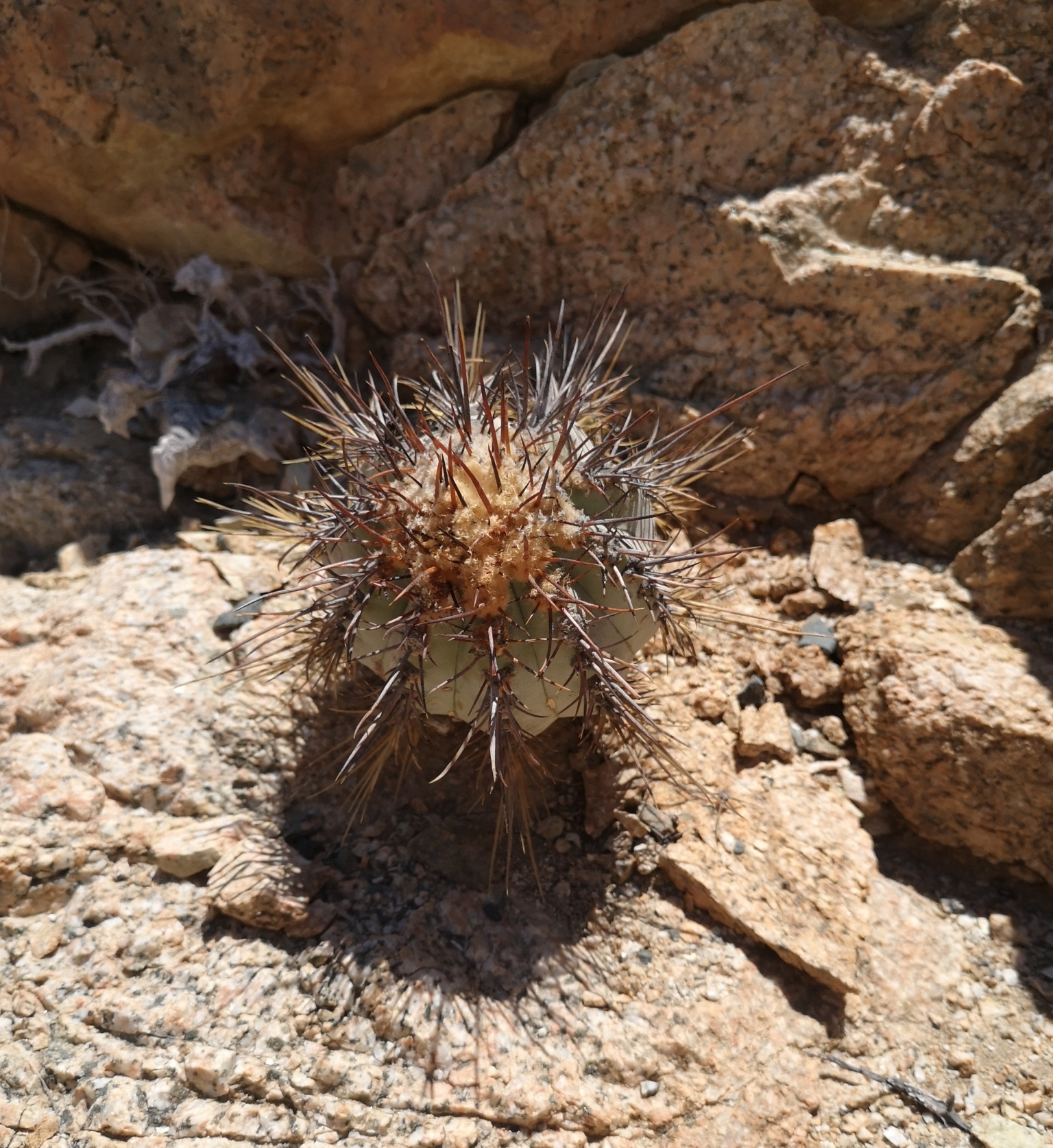
En su hábitat

El área de distribución nativa de esta especie es el norte de Chile (concretamente desde Antofagasta hasta el noroeste del desierto de Atacama) y crece principalmente en biomas desérticos o de matorrales secos. Se desarrolla en suelos rocosos de cerros costeros de hasta 1100 metros de altitud. 

## Taxonomía
Copiapoa atacamensis fue descrita por el botánico Harry Middleditch y publicada por primera vez en la revista científica Chileans 11 (37): 21 en el año 1980.

Etimología
- Copiapoa: nombre genérico que hace referencia a la ciudad chilena de Copiapó, ubicada en el desierto de Atacama, lugar donde se encuentran la mayoría de las especies de este género.
- atacamensis: epíteto geográfico que hace referencia al desierto de Atacama (Chile), lugar donde se encuentra esta especie.[4]

## Estado de conservación
En la Lista Roja de Especies Amenazadas de la UICN, la especie está clasificada como “En Peligro (EN)”.
Señalar que la especie sufre una disminución continua en el número de individuos debido al deterioro del hábitat por efecto de la disminución en las precipitaciones y la reducción de la camanchaca (niebla costera) debido al cambio climático. Además tiene un efecto muy negativo la recolección ilegal para el comercio internacional y la perturbación antrópica debido a la construcción de caminos.

## Usos
Se cultiva principalmente como planta ornamental y su propagación se realiza a través de esquejes o semillas.